# Single numer jeden w roku 2022 (USA)
Notowanie Hot 100 przedstawia najlepiej sprzedające się single w Stanach Zjednoczonych. Publikowane jest ono przez tygodnik „Billboard”, a dane kompletowane są przez Nielsen SoundScan w oparciu o cotygodniowe wyniki sprzedaży cyfrowej oraz fizycznej singli, a także częstotliwość emitowania piosenek na antenach stacji radiowych.

## Historia notowania
| Data publikacji | Tytuł                             | Artysta                                                                                                   | Źródło |
| --------------- | --------------------------------- | --- | ------ |
| 1 stycznia      | „All I Want for Christmas Is You” | Mariah Carey                                                                                              | [ 1 ]  |
| 8 stycznia      | „All I Want for Christmas Is You” | Mariah Carey                                                                                              | [ 2 ]  |
| 15 stycznia     | „Easy on Me”                      | Adele | [ 3 ]  |
| 22 stycznia     | „Easy on Me”                      | Adele | [ 4 ]  |
| 29 stycznia     | „Easy on Me”                      | Adele | [ 5 ]  |
| 5 lutego        | „We Don’t Talk About Bruno”       | Carolina Gaitán, Mauro Castillo, Adassa, Rhenzy Feliz, Diane Guerrero, Stephanie Beatriz i obsada Encanto | [ 6 ]  |
| 12 lutego       | „We Don’t Talk About Bruno”       | Carolina Gaitán, Mauro Castillo, Adassa, Rhenzy Feliz, Diane Guerrero, Stephanie Beatriz i obsada Encanto | [ 7 ]  |
| 19 lutego       | „We Don’t Talk About Bruno”       | Carolina Gaitán, Mauro Castillo, Adassa, Rhenzy Feliz, Diane Guerrero, Stephanie Beatriz i obsada Encanto | [ 8 ]  |
| 26 lutego       | „We Don’t Talk About Bruno”       | Carolina Gaitán, Mauro Castillo, Adassa, Rhenzy Feliz, Diane Guerrero, Stephanie Beatriz i obsada Encanto | [ 9 ]  |
| 5 marca         | „We Don’t Talk About Bruno”       | Carolina Gaitán, Mauro Castillo, Adassa, Rhenzy Feliz, Diane Guerrero, Stephanie Beatriz i obsada Encanto | [ 10 ] |
| 12 marca        | „Heat Waves”                      | Glass Animals                                                                                             | [ 11 ] |
| 19 marca        | „Heat Waves”                      | Glass Animals                                                                                             | [ 12 ] |
| 26 marca        | „Heat Waves”                      | Glass Animals                                                                                             | [ 13 ] |
| 2 kwietnia      | „Heat Waves”                      | Glass Animals                                                                                             | [ 14 ] |
| 9 kwietnia      | „Heat Waves”                      | Glass Animals                                                                                             | [ 15 ] |
| 16 kwietnia     | „As It Was”                       | Harry Styles                                                                                              | [ 16 ] |
| 23 kwietnia     | „First Class”                     | Jack Harlow                                                                                               | [ 17 ] |
| 30 kwietnia     | „As It Was”                       | Harry Styles                                                                                              | [ 18 ] |
| 7 maja          | „As It Was”                       | Harry Styles                                                                                              | [ 19 ] |
| 14 maja         | „Wait for U”                      | Future featuring Drake i Tems                                                                             | [ 20 ] |
| 21 maja         | „First Class”                     | Jack Harlow                                                                                               | [ 21 ] |
| 28 maja         | „First Class”                     | Jack Harlow                                                                                               | [ 22 ] |
| 4 czerwca       | „As It Was”                       | Harry Styles                                                                                              | [ 23 ] |
| 11 czerwca      | „As It Was”                       | Harry Styles                                                                                              | [ 24 ] |
| 18 czerwca      | „As It Was”                       | Harry Styles                                                                                              | [ 25 ] |
| 25 czerwca      | „As It Was”                       | Harry Styles                                                                                              | [ 26 ] |
| 2 lipca         | „Jimmy Cooks”                     | Drake featuring 21 Savage                                                                                 | [ 27 ] |
| 9 lipca         | „As It Was”                       | Harry Styles                                                                                              | [ 28 ] |
| 16 lipca        | „As It Was”                       | Harry Styles                                                                                              | [ 29 ] |
| 23 lipca        | „As It Was”                       | Harry Styles                                                                                              | [ 30 ] |
| 30 lipca        | „About Damn Time”                 | Lizzo | [ 31 ] |
| 6 sierpnia      | „About Damn Time”                 | Lizzo | [ 32 ] |
| 13 sierpnia     | „Break My Soul”                   | Beyoncé                                                                                                   | [ 33 ] |
| 20 sierpnia     | „Break My Soul”                   | Beyoncé                                                                                                   | [ 34 ] |
| 27 sierpnia     | „Super Freaky Girl”               | Nicki Minaj                                                                                               | [ 35 ] |
| 3 września      | „As It Was”                       | Harry Styles                                                                                              | [ 36 ] |
| 10 września     | „As It Was”                       | Harry Styles                                                                                              | [ 37 ] |
| 17 września     | „As It Was”                       | Harry Styles                                                                                              | [ 38 ] |
| 24 września     | „As It Was”                       | Harry Styles                                                                                              | [ 39 ] |
| 1 października  | „As It Was”                       | Harry Styles                                                                                              | [ 40 ] |
| 8 października  | „Bad Habit”                       | Steve Lacy                                                                                                | [ 41 ] |
| 15 października | „Bad Habit”                       | Steve Lacy                                                                                                | [ 42 ] |
| 22 października | „Bad Habit”                       | Steve Lacy                                                                                                | [ 43 ] |
| 29 października | „Unholy”                          | Sam Smith i Kim Petras                                                                                    | [ 44 ] |
| 5 listopada     | „Anti-Hero”                       | Taylor Swift                                                                                              | [ 45 ] |
| 12 listopada    | „Anti-Hero”                       | Taylor Swift                                                                                              | [ 46 ] |
| 19 listopada    | „Anti-Hero”                       | Taylor Swift                                                                                              | [ 47 ] |
| 26 listopada    | „Anti-Hero”                       | Taylor Swift                                                                                              | [ 48 ] |
| 3 grudnia       | „Anti-Hero”                       | Taylor Swift                                                                                              | [ 49 ] |
| 10 grudnia      | „Anti-Hero”                       | Taylor Swift                                                                                              | [ 50 ] |
| 17 grudnia      | „All I Want for Christmas Is You” | Mariah Carey                                                                                              | [ 51 ] |
| 24 grudnia      | „All I Want for Christmas Is You” | Mariah Carey                                                                                              | [ 52 ] |
| 31 grudnia      | „All I Want for Christmas Is You” | Mariah Carey                                                                                              | [ 53 ] |